# ウォルト・ディズニー・テレビジョン
ウォルト・ディズニー・テレビジョン（米: Walt Disney Television）は、アメリカのウォルト・ディズニー・カンパニーの主要部門。

## 概要
ABCネットワークと、ケーブルネットワークのフリーフォーム、ディズニー・チャンネル・ワールド、FX、ナショナル ジオグラフィック、製作スタジオのABCシグネチャー、20th テレビジョン、ABCニュース、そしてABCオウンド・テレビジョン・ステーションズを保有している。さらにA+Eネットワークスの50%とESPNの80%を保有している。

## 社名
かつてはディズニー–ABC テレビジョン・グループ（Disney–ABC Television Group）という名前だったが、ウォルト・ディズニー・カンパニーが20世紀スタジオ（21世紀フォックス）の大部分を買収した際に組織が再編され社名が変更された。

## 部門

### 現在の構造
- ディズニー・テレビジョン・スタジオ、ABC エンターテインメント
  - ディズニー・テレビジョン・スタジオ
    - 20th テレビジョン
      - 20th テレビジョン・アニメーション

    - ABCシグニチャー

  - ABCエンターテインメント
    - アメリカン・ブロードキャスティング・カンパニー（ABC）

  - ABCファミリー・ワールドワイド
    - フリーフォーム

  - ABCオウンド・テレビジョン・ステーションズ
  - Hulu・スクリプト・オリジナル・チーム
- ABCニュース
  - ABC Audio (2014) 以前は ABC Radio
- ディズニー・ブランデッド・テレビジョン（米国）
  - ディズニー・チャンネル
  - ディズニージュニア
  - ディズニー・テレビジョン・アニメーション
  - イッツ・ア・ラフ・プロダクション
- FXネットワーク
  - FX
  - FXX
  - FX Movie Channel
  - FX Entertainment
    - FX Productions
- ナショナル ジオグラフィック・パートナーズ (73%)
  - ナショナル ジオグラフィック TV
  - ナショジオ ワイルド
  - Nat Geo Mundo